# 열대폭풍 윈욍

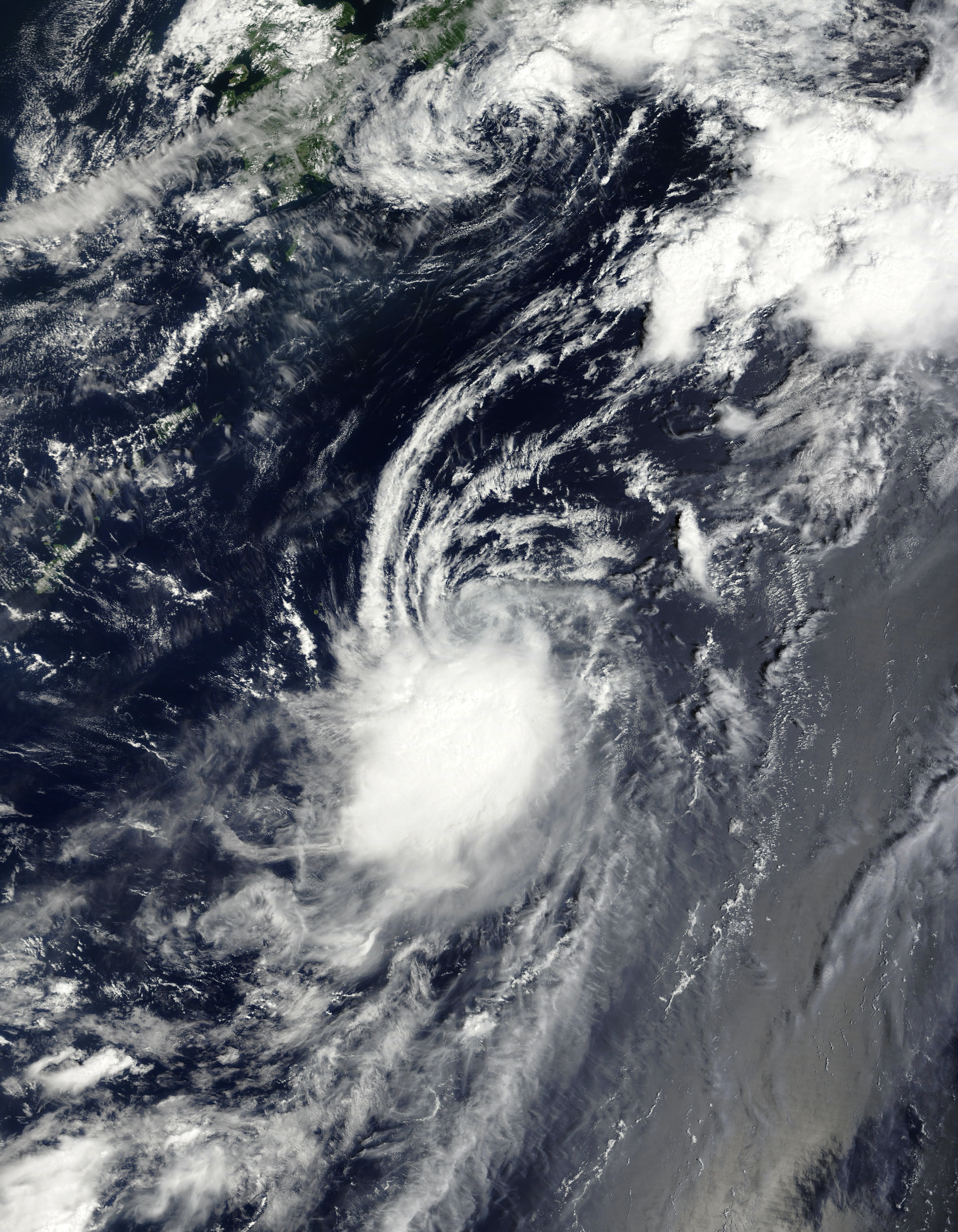

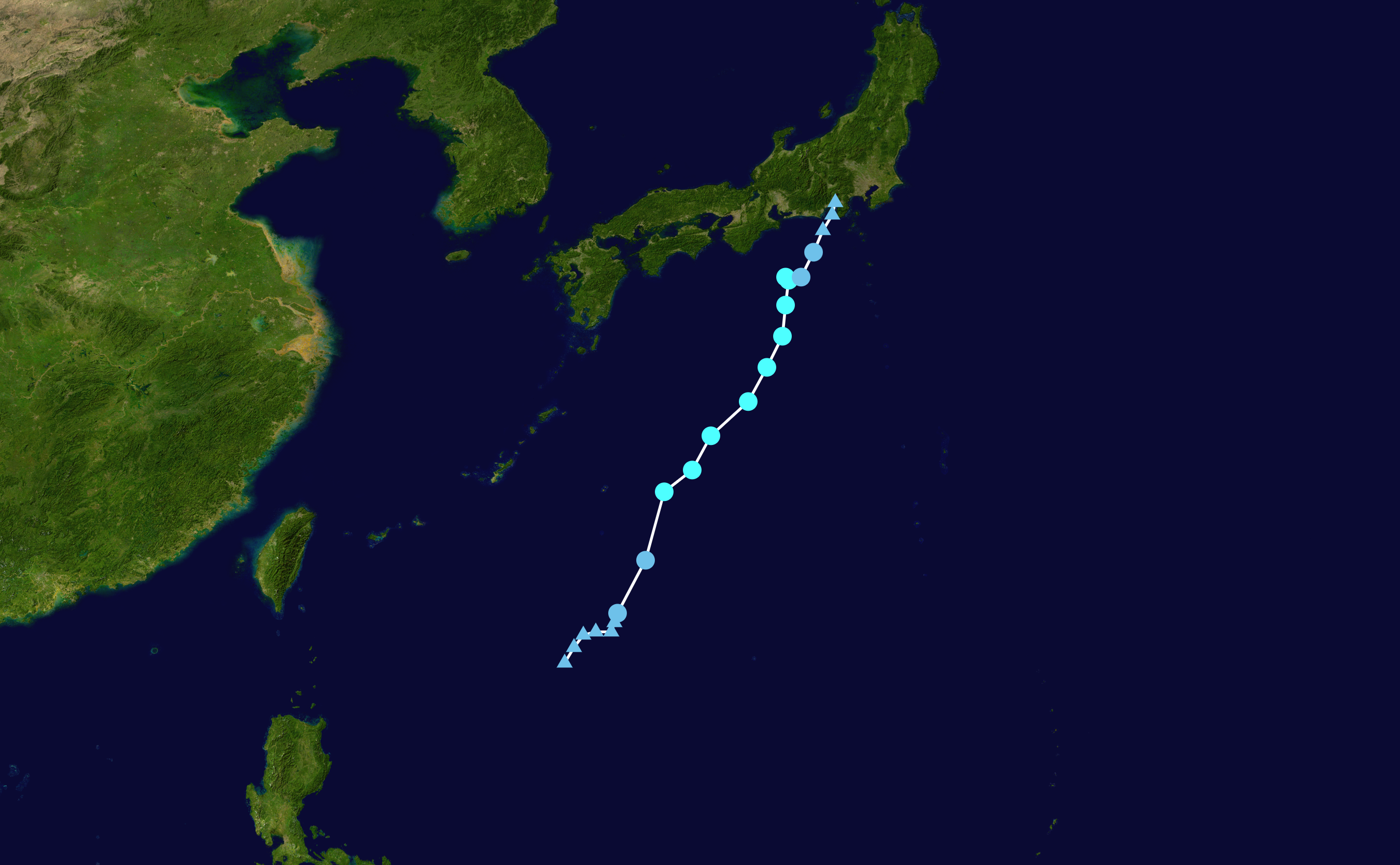

열대폭풍 윈욍(Tropical Storm Yun-yeung)은 2023년 9월 초 일본에 영향을 미친 약한 열대성 폭풍이다. 2023년 태평양 태풍 시즌의 20번째 열대 저기압이자 13번째 열대 폭풍인 윈욍은 필리핀해에서 발생했다. 9월 5일 필리핀 책임지역을 빠져나간 뒤 다음날 저기압으로 발전했다. 9월 7일 윈욍은 일본 남부에 상륙하기 전에 최소 열대성 폭풍으로 최고조에 달했다. 내륙에서는 급격히 약화되었고 9월 9일에는 잔존 저지대로 퇴화되었다.
윈욍은 필리핀과 일본에 영향을 미칠 때 약함에도 불구하고 여전히 일본에 역사적인 양의 강우량을 내렸고, 일본 남부에서는 홍수와 산사태가 발생했다. 사망자는 모두 치바현에서 3명으로 집계됐다. 에이온에 따르면 총 손실액은 천만 이상이다.